# Marching Out
Marching Out é o segundo álbum de estúdio do guitarrista sueco Yngwie Malmsteen, lançado em 1985. O álbum chegou à posição 52 na Billboard 200 americana e manteve-se nas paradas durante 28 semanas, além de alcançar o top 30 das paradas musicais de outros países.
A oitava faixa, "On the Run Again", é uma nova versão de "Victim of the City", uma canção escrita em 1983 para uma banda anterior de Malmsteen,  Steeler, a qual foi lançada posteriormente numa coletânea de 2005 chamada Metal Generation: The Steeler Anthology.

## Lista de faixas
Todas as músicas compostas por Malmsteen.
| N.º | Título                        | Letras          | Duração |  |
| 1.  | "Prelude"                     | (instrumental)  | 1:00    |  |
| 2.  | "I'll See the Light, Tonight" | Soto, Malmsteen | 4:24    |  |
| 3.  | "Don't Let It End"            | Soto, Malmsteen | 4:07    |  |
| 4.  | "Disciples of Hell"           | Malmsteen       | 5:53    |  |
| 5.  | "I Am a Viking"               | Malmsteen       | 5:58    |  |
| 6.  | "Overture 1383"               | (instrumental)  | 2:59    |  |
| 7.  | "Anguish and Fear"            | Malmsteen       | 3:47    |  |
| 8.  | "On the Run Again"            | Soto            | 3:22    |  |
| 9.  | "Soldier Without Faith"       | Malmsteen       | 6:08    |  |
| 10. | "Caught in the Middle"        | Soto, Malmsteen | 4:17    |  |
| 11. | "Marching Out"                | (instrumental)  | 3:08    |  |

## Integrantes
- Yngwie Malmsteen – guitarra, violão, backing vocal
- Jeff Scott Soto – vocal
- Jens Johansson – teclado
- Anders Johansson – bateria
- Marcel Jacob – baixo

## Desempenho nas paradas
| Ano  | Parada musical       | Topo |
| ---- | -------------------- | ---- |
| 1985 | Swedish albums chart | 9    |
| 1985 | Dutch albums chart   | 30   |
| 1985 | Billboard 200        | 54   |
| 1986 | Billboard 200        | 95   |